# Józef Żymańczyk
Józef Żymańczyk (ur. 24 lipca 1965 w Tarnowcu) – polski piłkarz grający na pozycji napastnika.

## Życiorys
Józef Żymańczyk to wychowanek Odry Opole, z której przeszedł do Gwardii Opole. Po odbyciu służby wojskowej trafił do klubu z Krapkowic a następnie wyjechał do Kanady w celach zarobkowych.
W czasie swojej przygody z piłką Żymańczyk występował m.in. w Gwardii Opole, Polonii Toronto, Unii Krapkowice, Ruchu Radzionków i Odrze Opole. W I lidze rozegrał 52 mecze i strzelił 14 goli jako piłkarz Ruchu Radzionków. Wraz z końcem sezonu 2004/05 zakończył karierę piłkarską z powodu kontuzji w wieku prawie 40 lat. Po awansie do II ligi w 1997 roku wytatuował sobie na ramieniu herb Odry. Przez wiele lat pełnił funkcję kapitana tej drużyny.
Żymańczyk występował również na parkiecie jako zawodnik klubów futsalowych m.in. był mistrzem Warszawy z "Kaktusem".
Reprezentował również Polskę na arenie międzynarodowej jako reprezentant kraju w futsalu. Wraz z kolegami z drużyny Tomaszem Ciastko oraz Marianem Kucharskim w 1992 roku w hiszpańskiej Walencji wywalczyli awans do mistrzostw świata w Hongkongu drużyn futsalowych. Polacy z Żymańczykiem w składzie awansowali aż do ćwierćfinałów, a najskuteczniejszym zawodnikiem drużyny okazał się właśnie "Żyman" autor czterech bramek dla reprezentacji.
Obecnie jest taksówkarzem oraz trenerem reprezentacji Wyższego Międzydiecezjalnego Seminarium Duchownego w Opolu.